# Dammbach (Elsava)
Der Dammbach ist ein linker Zufluss der Elsava in den Landkreisen Aschaffenburg und Miltenberg im bayerischen Spessart.

## Name
Der Name „Dammbach“ setzt sich aus den mittelhochdeutschen Wörtern tam für einen Damm und bach zusammen. Am Dammbach wurden Dämme zum Flößen errichtet. Der Bach gab 1976 der gleichnamigen Gemeinde ihren Namen.

## Geographie

### Verlauf
Der Dammbach entspringt hinter der Gemarkung Krausenbacher Forst aus dem Libischbrunnen. Die Quelle liegt nahe Rohrbrunn im Hochspessart an der Staatsstraße 2317 unterhalb des Dammberges. Der Dammbach durchfließt in Nord-Süd-Richtung die Gemeinde Dammbach vorbei am Burgstall Unterschn und die Ortsteile Krausenbach und Wintersbach. In Krausenbach fließt ihm von links der Gößbach zu. Hinter dem Ort Wintersbach wendet sich der Dammbach nach Westen und mündet am Neuhammer in die Elsava.

### Zuflüsse
- Essigbach (rechts)[3]
- Gößbach (links)
- Krausenbachgraben (links)
- Wintersbach (rechts)

### Flusssystem Elsava
- Fließgewässer im Flusssystem Elsava